# Nassos Vakalis
Nassos Vakalis (grec: Νάσος Βακάλης) és un director d'animació i animador estatunidenc d'origen grec.

## Primers anys
Nassos (Athanassios) Vakalis va néixer i es va criar a Atenes, Grècia. Des de petit, va demostrar interès per l'art, presentant els seus primers treballs a diversos concursos i guanyant nombrosos premis i distincions.

## Educació
Durant l'adolescència, l'interès de Nassos es va girar cap a l'animació de personatges. Va començar a treballar com a dibuixant i artista gràfic per a diverses agències de publicitat i petits estudis a Atenes i posteriorment va continuar els seus estudis d'art i animació als Estats Units. Nassos va assistir al Departament de Cinema i Vídeo del Pratt Institute, Nova York i va adquirir el seu B.F.A. en Belles Arts, especialitzat en animació de personatges del California Institute of the Arts, Valencia, Califòrnia. Durant el seu últim any a la universitat, Nassos va participar al Festival de Curtmetratges de Drama, Grècia on va estrenar la seva pel·lícula de debut d'animació Don't Feed the Bear. Aquesta pel·lícula va cridar l'atenció del llegendari director d'animació Don Bluth, que va oferir a Nassos un lloc permanent a la seva companyia.

## Carreria professional
A Sullivan-Bluth Studios, Nassos va començar com a assistent d'animació, però poques setmanes després va ser ascendit a animador. En aquest càrrec va completar la producció de la
pel·lícules Rock-a-Doodle, A Troll in Central Park i Thumbelina, desenvolupant el seu talent i habilitats en condicions i requisits reals de producció. Poc després es va convertir en l'animador supervisor "The Great Animal and Crocodiles", "Footmen" per a la pel·lícula The Swan Princess per a Rich Entertainment i simultàniament va treballar independentment en molts espots publicitaris, curtmetratges i altres llargmetratges.
El 1995, quan Warner Bros. va obrir els seus nous estudis d'animació a Los Angeles, es va convertir en supervisor d'animació i se li va assignar el disseny i l'animació de "Kayley", el personatge principal del llargmetratge d'animació  The Magic Sword: Quest for Camelot. Durant la seva carrera a Warner Bros, Nassos va explorar la història, el storyboard i el desenvolupament conceptual i va participar en la preproducció de molts projectes que l'estudi tenia en desenvolupament en aquell moment.
El 1997, Nassos va ser nomenat per la seva alma mater, el California Institute of the Arts, per ensenyar animació de personatges. Un any més tard es va incorporar a la recentment fundada DreamWorks, Character Builders on va treballar estretament amb Steve Hickner, director de El príncep d'Egipte, amb qui va formar una amistat. Entre 1998 i 2000 a DreamWorks, Nassos va completar Joseph: King of Dreams i guions il·lustrats per a les pel·lícules Outlaws, Tusker , Tortoise and Hare i l'aclamat Spirit: El cavall indomable.
A finals dels anys 90, durant un viatge professional a Londres, Nassos va conèixer Panagiotis Rappas, un altre artista d'animació grec i propietari dels estudis Stardust. Junts, van fundar Time-Lapse Pictures LLC i van signar un acord amb Klasky Csupo per a la producció del llançament de Paramount Rugrats a París. Un any més tard, Time Lapse Pictures es va traslladar a Atenes, Grècia, on Nassos va tornar per produir i supervisar l'animació de diverses seqüències de Eight Crazy Nights de Sony i Rugrats Go Wild de Paramount. així com El Cid, la llegenda per a l'espanyola Filmax i Jester Till per a l'alemanya Munich Animation, així com molts anuncis en 2D i 3D per al grec i mercat internacional.
A finals del 2004, Nassos va tornar a Los Angeles on ara viu amb la seva dona.
L'any 2006, l'Acadèmia Nacional d'Arts i Ciències de la Televisió va concedir a Nassos un Emmy per un èxit excepcional en contingut per a plataformes de lliurament no tradicionals per al programa d'ESPN Off Mikes i el 2007 va ser nominat de nou per a un EMMY per a la segona temporada d' "Off Mikes". Nassos també ha treballat a la popular sèrie d'animació a Internet Crime Time com a director i ha escrit ell mateix diversos curts. Crime Time ha arribat als 25 milions d’espectadors arreu del món. Durant el 2007-2009, Nassos i Time-Lapse PIctures van coproduir els especials nadalencs d'animació "The Little Mouse That Wanted to Touch a Star" i "The Boy and the Tree" basats en uns contes d'Eugene Trivizas. " The Little Mouse That Wanted to Touch a Star" va rebre premis al Festival Internacional de Cinema de Xipre, ANIMFEST '09, Festival Internacional de Cinema de la ciutat de Patras-11è Panorama Internacional i Festival de Cinema Grec de Londres i "The Boy and the Tree " va ser votada per l'EUROPEAN BROADCASTERS UNION (EBU) com la segona millor producció d'Europa per a nens i júniors 2009.
Des del 2009 Nassos també ha realitzat dos curtmetratges d'animació. "Human Nature" que va rebre una distinció honorífica a la competició DIGI 2011 al 34è festival de cinema dramàtic i "Dinner For Few" (Menció especial a una pel·lícula grega a la Competició Internacional 2014, a Animasyros), una representació al·legòrica de la societat. Durant el seu festival, "Dinner For Few" va guanyar més de 78 premis internacionals, inclòs el prestigiós premi Borge Ring 2015 organitzat per la Danish Animation Society (ANIS), juntament amb el Festival Internacional de Cinema d'Odense. La pel·lícula es va classificar per als Premis Oscar de 2015 i va ser nominada al Premi Méliès d’argent al Festival de Cinema Fantàstic de Lund. També va obtenir una Menció Especial a la secció Anima't del XLVII Festival Internacional de Cinema Fantàstic de Catalunya.